# Sonya Smith
Sonya Smith de son vrai nom Sonya Eleonora Smith Jacket née le 23 avril 1972 à Philadelphie, Pennsylvanie, États-Unis, est une actrice venezuelo-américaine de telenovelas.

## Biographie
De 2008 à 2013, elle est mariée à Gabriel Porras.
Actuellement elle réside à Miami, Floride États-Unis.

## Carrière
Elle commence sa carrière d'actrice en jouant des rôles secondaires dans des telenovelas de RCTV telles que Cristal, qui la fait connaître à l'international, et El desprecio.
Au début des années 1990, elle interprète Estrellita Montenegro, le personnage principal de Cara sucia, une telenovela vénézuélienne qui remporte du succès au Venezuela et au Mexique, en Colombie, en Argentine et au Pérou.
Puis elle joue dans Rosangélica, aux côtés de Víctor Cámara et Lupita Ferrer en 1992, et en 1994 dans María Celeste aux côtés de Miguel de León et Fedra López.
En Colombie elle participe à la telenovela Guajira en 1996. De retour au Venezuela, en 1997 elle tourne dans Destino de mujer, ensuite au Pérou, dans la telenovela Milagros en 2000.
En 2006, elle prend part à Olvidarte jamás en compagnie de l'acteur Gabriel Porras. Cette production est tournée à Miami. En 2007, elle apparaît dans la telenovela de Alberto Gómez, Acorralada avec David Zepeda et Alejandra Lazcano. Elle joue également l'antagoniste Elena Sandoval de Torres dans Pecados ajenos de la chaîne Telemundo.
En 2009, elle participe à la telenovela de TV Azteca Vuélveme a querer, avec Mariana Torres et Jorge Alberti.
L'année suivante, elle enregistre la telenovela de Telemundo ¿Dónde está Elisa? et signe un contrat d'exclusivité avec cette chaîne ainsi que son époux Gabriel Porras.En 2011 elle joue dans Aurora, en remplaçant Sara Maldonado (elle n'enregistre que 32 épisodes, du 103 au 135).
En 2012, elle fait une participation spéciale dans Corazón valiente comme antagoniste secondaire avec comme époux le protagoniste Juan Marcos Arroyo (José Luis Reséndez). 
En 2013-2014, on la retrouve dans Marido en alquiler de Telemundo, dans le rôle de Griselda Carrasco, une femme travailleuse. Elle partage la vedette avec Juan Soler et Maritza Rodríguez.

### Incursions à Hollywood
En 2005, Sonya Smith fait ses débuts à Hollywood en interprétant Ángela LaSalle dans Cyxork 7 aux côtés de Ray Wise.
En 2007, elle tourne dans un autre film intitulé Ladrón que roba a ladrón  aux côtés des acteurs Fernando Colunga et Miguel Varoni, entre autres.

## Filmographie

### Telenovelas
- 1985-1986 : Cristal : Maggie
- 1990 : Gardenia
- 1991-1992 : El desprecio : Violeta Velandró
- 1992 : Cara sucia : Estrella Montenegro Campuzano
- 1993 : Rosangélica : Rosangélica / Elisa Montero
- 1994 : María Celeste :  María Celeste Paniagua
- 1996 : Guajira :  Sonia Arbeláez
- 1997 : Destino de mujer :  Mariana Oropeza
- 2000 : Mariú : Coralia Lozada de Gálvez
- 2000 : Milagros : Milagros De La Torre Vargas/Chachita Vargas
- 2006 : Olvidarte jamás : Luisa/Victoria Salinas
- 2007 : Acorralada : Fedora Garcés "Gaviota"
- 2007 : Tiempo final : Claudia
- 2007-2008 : Pecados ajenos : Elena Sandoval de Torres
- 2009 : Vuélveme a querer :  Liliana Acosta
- 2010 : ¿Dónde está Elisa? : Dana Riggs de Altamira
- 2010-2011 : Aurora : Ángela Amenabar
- 2012-2013 : Corazón valiente : Isabel Uriarte de Arroyo
- 2013-2014 : Marido en alquiler : Griselda Carrasco
- 2014-2015 : Tierra de reyes : Cayetana Belmonte del Junco
- 2016 : Las princesas : Dolores Villanueva
- 2018 : Mi familia perfecta : Dakota Johnson

### Films
- 1985 : Pacto de sangre
- 1991 : Un sueño en el abismo
- 2006 : Cyxork 7 : Ángela LaSalle
- 2007 : La misma luna : Mrs. Snyder
- 2007 : Ladrón que roba a ladrón : Verónica Valdez
- 2008 : I Didn't Know Who I Was : Michelle
- 2008 : I Didn't Know How I Was : Détective Higgins
- 2010 : Hunted by Night : Tania
- 2011 : Unknowns : DA Riley[2]
- 2012 : Desconocidos
- 2017 : Case unkown : Claudia Smith

## Nominations et récompenses
| Année | Récompense       | Catégorie             | Telenovela         | Résultat |
| ----- | ---------------- | --------------------- | ------------------ | -------- |
| 2014  | Premios Tu Mundo | Protagoniste favorite | Marido en alquiler | Nommée   |

### Premios People en Español
| Année | Catégorie         | Telenovela         | Résultat |
| ----- | ----------------- | ------------------ | -------- |
| 2013  | Meilleure actrice | Marido en alquiler | Nommée   |
| 2010  | Meilleure actrice | ¿Dónde está Elisa? | Nommée   |

### Miami Life Awards
| Année | Catégorie         | Telenovela         | Résultat |
| ----- | ----------------- | ------------------ | -------- |
| 2013  | Meilleure actrice | Marido en alquiler | Gagnante |